# Lasioglossum fulvofasciae
Lasioglossum fulvofasciae is een vliesvleugelig insect uit de familie Halictidae. De wetenschappelijke naam van de soort is voor het eerst geldig gepubliceerd in 1965 door Michener.